# Ypthima sufferti
Ypthima sufferti är en fjärilsart som beskrevs av Aurivillius 1898. Ypthima sufferti ingår i släktet Ypthima och familjen praktfjärilar. Inga underarter finns listade i Catalogue of Life.